# Brug 1841
Brug 1841 is een bouwkundig kunstwerk in Amsterdam Nieuw-West.
Deze brug voor voetgangers en fietsers is gebouwd rond 1995 in een nieuwbouwwijk, waarbij wegen en paden vernoemd werden naar plaatsen in België. Toen werd Nieuw Sloten gebouwd met deels gescheiden verkeersstromen. In de wijk kwamen drie soort typen wegen: wegen met gescheiden stroken voor langzaam en snel verkeer, een weg met gemengd verkeer en voet- en fietspaden tussen de woningen door. Brug 1841 is een uit die laatste categorie. Ze is gelegen in het Tervurenpad (vernoemd naar Tervuren en ligt over de Brusselsingel (Brussel). Brug 1841 maakt deel uit van een setje van drie (1840, 1841, 1842) aan de oostzijde van de Anderlechtlaan; aan de westzijde liggen er nog drie (1843, 1844 en 1845) over de Luiksingel (vernoemd naar Luik).
De bruggen hebben een betonnen fundering, landhoofden en rijdek. De borstweringen zijn uitgevoerd als abstracte sculpturen. Tussen die sculpturen zijn van roestvast staal balustraden geplaatst met een hoge leuning met daaronder twee relingen, ondersteund door vier balusters per zijde. De bruggen zijn ontworpen door N. Wijnmaalen, werkend voor de Dienst der Publieke Werken/Openbare Werken.

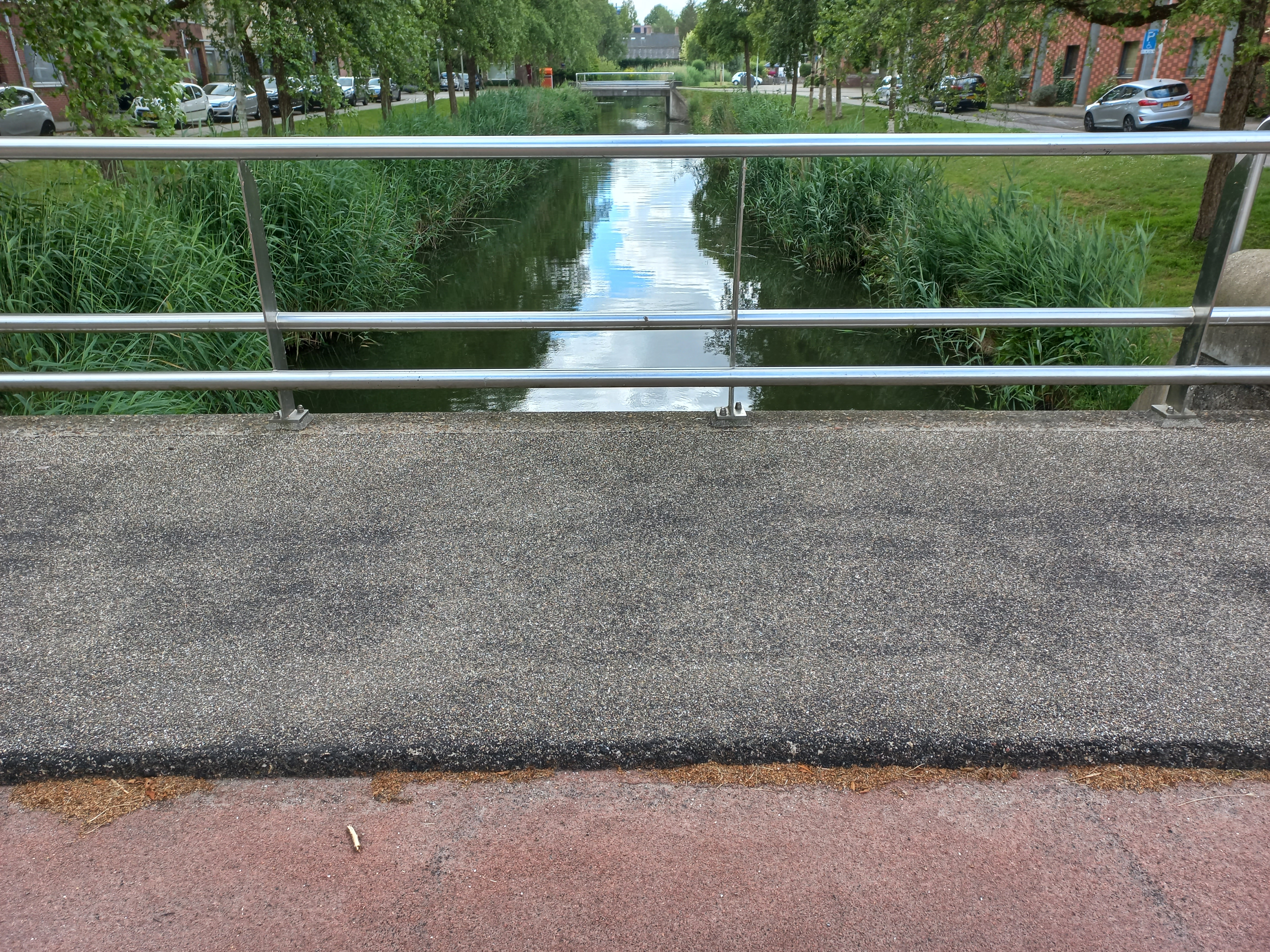
Uitzicht vanaf brug 1841 richting brug 1840 (juni 2022)

<<< · 1800 · 1801 · 1802 · 1803 · 1804 · 1805 · 1806 · 1807 · 1808 · 1809 ·  1810 · 1811 · 1812 · 1813 · 1814 · 1815 · 1816 · 1818 · 1819 · 1820 · 1821 · 1822 · 1823 · 1824 · 1826 · 1827 · 1828 · 1829 · 1830 · 1831 · 1832 · 1833 · 1834 · 1835 · 1836 · 1837 · 1838 · 1839 · 1840 · 1841 · 1842 · 1843 · 1844 · 1845 · 1846 · 1847 · 1848 · 1849 · 1850 · 1851 · 1852 · 1853 · 1854 · 1855 · 1856 · 1857 · 1858 · 1859 · 1860 · 1861 · 1862 · 1863 · 1864 · 1865 · 1866 · 1867 · 1868 · 1869 ·  1870 · 1871 · 1872 · 1873 · 1874 · 1875 · 1876 · 1877 · 1879 ·  1880 · 1881 · 1882 · 1883 · 1884 · 1885 · 1886 · 1888 · 1889 · 1890 · 1891 · 1892 · 1893 · 1894 · 1895 · 1896 · 1897 · 1898 · 1899 · >>>
Brugnummers 1817, Brug 1819, 1820, 1825, 1878, 1887  zijn niet (meer) vergeven.